# Uw horoscoop
Uw horoscoop is een kort 'verhaal' van de Nederlandse schrijver Frans Kellendonk dat in de zomer van 1978 voor het eerst werd gepubliceerd en in 2017 als zelfstandige publicatie verscheen.

## Geschiedenis
In de zomer van 1978 schreef Kellendonk een korte bijdrage voor Heute Abend. Tijdschrift voor intiem cultureel leven rond de Damstraat, een uitgave van café-restaurant De Palm en sociëteit Chez Nelly; het nummer, dat het enige bleek te worden, verscheen in juni-juli van dat jaar. Aan elk sterrenbeeld in de horoscoop wordt een korte tekst gewijd van enkele regels. Rode draad in de teksten over alle sterrenbeelden is "de geheimzinnige vreemdeling" en diens verloren bankbiljet, een briefje van ƒ 100.- met de afbeelding van Michiel de Ruyter. Op 15 februari 2017 werd deze bijdrage als zelfstandig werk gepubliceerd, op de 27e sterfdag van de schrijver. Deze bijdrage is niet opgenomen in zijn op 19 november 2015 verschenen Verzameld werk, noch in de bibliografie van Bouwman/Braches uit 2008.

### Uitgave
Het werd uitgegeven door en op initiatief van boekhandel Minotaurus te Amsterdam samen met en gedrukt door Hinderickx & Winderickx te Utrecht. Door deze laatste werd het gezet uit de letter Romulus: zestig arabisch genummerde op Zerkallpapier, twintig romeins genummerde op Van Gelderpapier, alle op de pers genummerde exemplaren. De twintig ongenummerde pagina's werden ingenaaid en voorzien van een los omslag, de romeins genummerde exemplaren werden gebonden, merendeels in heellinnen, enkele in halfperkament door Binderij Phoenix. Elk exemplaar bevat een losse facsimile van het bankbiljet.